# Galleta de barro

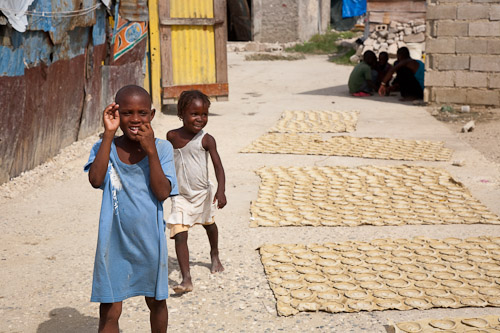
Galletas de barro secándose al sol.

Una galleta de barro, también denominada galette o bonbon tè en criollo haitiano, es un alimento que se come en Haití, especialmente durante el embarazo. Se pueden encontrar en zonas marginales como la comuna de Cité Soleil.

## Preparación

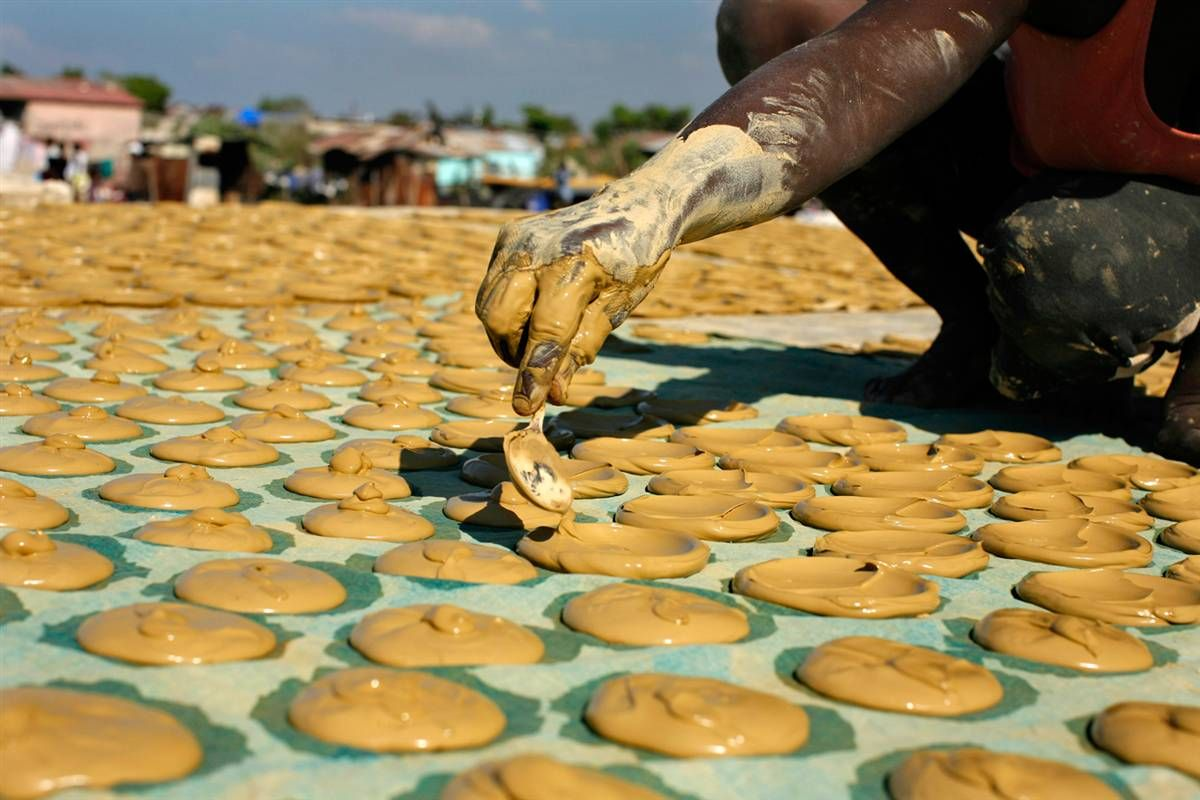
Preparación de galletas de barro.

La tierra se recolecta de la meseta central del país, cerca de la ciudad de Hincha, y se transporta en camiones al mercado (por ejemplo, el mercado de La Saline) donde las mujeres la compran. Se transforma en galletas en barrios marginales como Fuerte Dimanche. Primero, la tierra se cuela para eliminar las rocas y los terrones. La tierra se mezcla con sal y manteca vegetal o grasa. Se forma en discos planos. Luego, se seca al sol. El producto terminado se transporta en baldes y se vende en el mercado o en las calles.

## Uso controvertido
Debido a su contenido de minerales, las galletas de barro se usaban tradicionalmente como suplemento dietético para mujeres embarazadas y niños. Los haitianos creen que contienen calcio que podría usarse como antiácido y para la nutrición, pero los médicos lo cuestionan y advierten sobre caries, estreñimiento y cosas peores. El costo de producción es barato; la tierra para hacer cien galletas fue de cinco dólares estadounidenses en 2008 (alrededor de 5 centavos cada una) incluso después de aumentar $1,50 desde 2007. También se considera una forma de evitar el hambre. Esto es especialmente cierto en tiempos en los que hay un aumento en los precios mundiales de los alimentos como en 2008.
El sabor se ha descrito como una consistencia suave que inmediatamente seca la boca con un regusto acre que persiste durante horas.